# Pontellà
Pontellà ([puntə'ʎa], oficialment i en francès Ponteilla-Nyls) és el poble cap del municipi de Pontellà i Nyils, de 2.801 habitants, de la comarca del Rosselló, a la Catalunya Nord. Pertany a la subcomarca dels Aspres. El terme municipal comprèn també el poble de Nils.

## Etimologia
Curiosament, Joan Coromines, oblida el topònim Pontellà en la seva obra Onomasticon Cataloniae, pràcticament exhaustiva. El nom del poble és un derivat de l'antropònim llatí Pontilius, en la forma Pontilianus, que dona un topònim acabat en -à, habitual en els llocs que provenen de lloc de colonització romana.
Apareix el 1128 com a Ponteillan, escrit Pontelianum el 876 (Repertori toponímic de Pere Ponsich, 1980, 52).

## Geografia

### Localització i característiques generals del terme

Situació de la comuna de Pontellà en el Rosselló

El terme de Pontellà, d'una extensió de 137.800 hectàrees, és solcat al costat est pel Reart i per l'oest per la Cantarana. El Reart fa de termenal amb Bages de Rosselló al sud-est, mentre que la Cantarana centra tot el sector nord-oest de la comuna. Pontellà és a l'extrem oriental dels Aspres, de manera que el territori és ja més accidentat que els de la Plana del Rosselló, i presenta ja una sèrie de turons: el Puget, els Ciurers Petits, Robau, Mirabell i Queraig, bàsicament.
Diversos estanys, alguns ja dessecats, centraven la part oriental del terme comunal de Pollestres. El principal és l'estany de Nyils, però també s'hi troba l'estany del Comte i, antigament, el de Queraig.
Termes municipals limítrofs:
| Tuïr   | Cànoes   |                   |
| Llupià |          | Pollestres        |
|        | Trullars | Bages de Rosselló |

### El poble de Pontellà

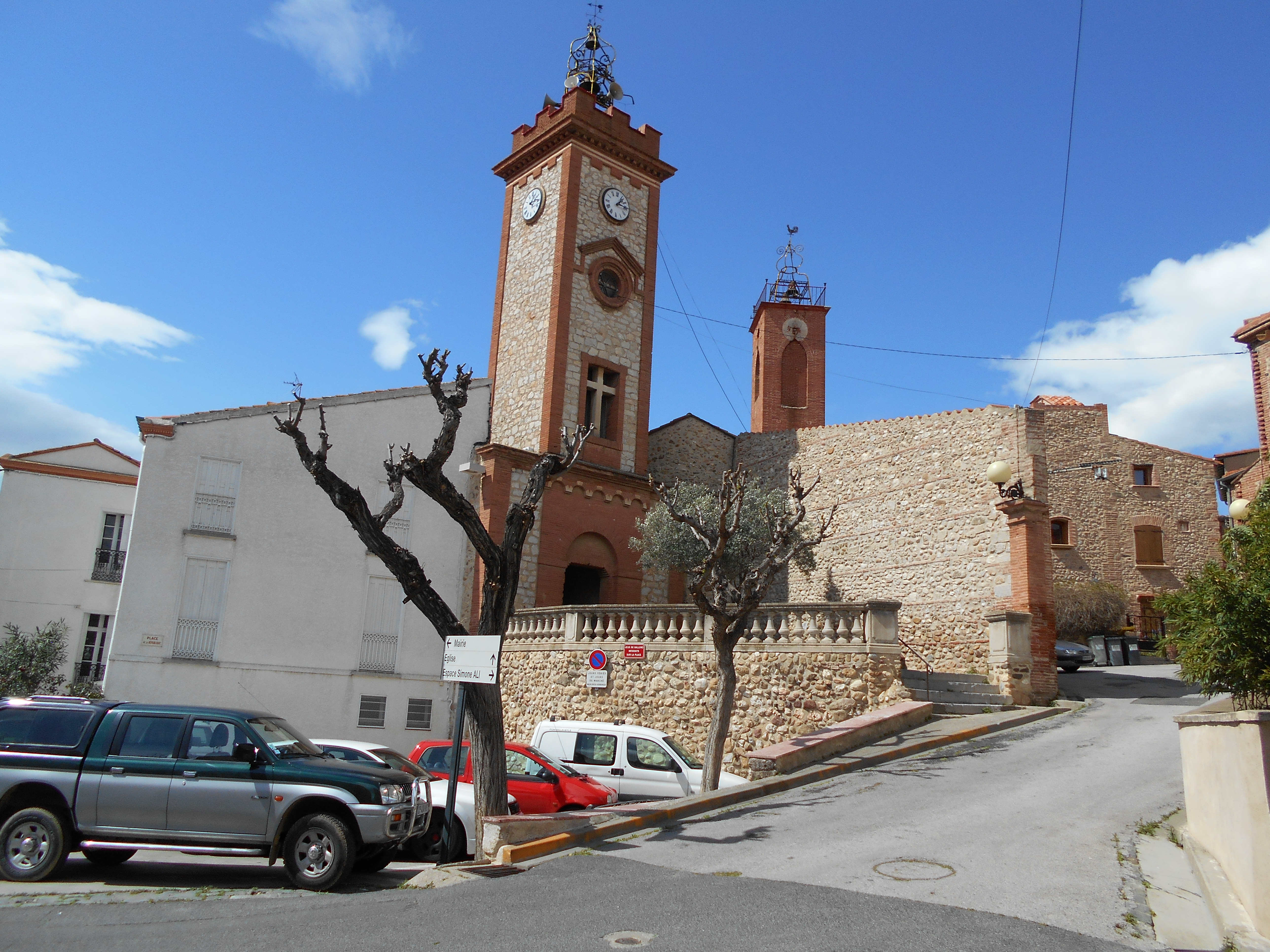
Entrada a la cellera de Pontellà

Pontellà està situat en el vessant sud-oriental del turó del Puget, a l'entorn de l'església parroquial de Sant Esteve de Pontellà i del desaparegut Castell de Pontellà. Es conserven fragments de la muralla que cloïa la cellera originària del poble. L'església conserva part de l'absis romànic original. En el poble vell es troben la Cava Cooperativa i els dos cementiris: el Vell, a redós de l'església, i el Nou. A ponent del poble hi ha l'antiga estació de tren, la Gara, de la línia ja desapareguda anomenada popularment el Mataburros de Tuïr.
A partir del poble vell, es poble s'ha anat estenent de forma molt regular i planificada pels plans propers a la cellera originària.

### Nyils
El poble de Nyils es troba a 3 quilòmetres a llevant de Pontellà, a mig camí de Pollestres. És un poble d'uns 500 habitants, que sempre ha depès administrativament de Pollestres, malgrat tenir parròquia pròpia, a l'església de Sant Martí de Nyils. D'origen medieval, Nyils va néixer, com altres pobles, a partir d'una cellera. Des de finals del segle xx, el poble acull l'escola La Bressola, primera escola en català de la Catalunya Nord.

### Sant Nicolau d'Aiguaviva
Al nord del poble de Pontellà es troba el Mas de Sant Nicolau, que és el que resta de l'antic priorat benedictí de Sant Nicolau d'Aiguaviva, que depenia de Sant Joan de les Abadesses i havia arribat a estar fortificat. Actualment només en queda l'església, romànica, totalment englobada dins dels edificis de l'actual mas.

### Els masos del terme
Ultra el suara esmentat Mas de Sant Nicolau d'Aiguaviva, Pontellà i Nyils té en el seu terme els masos següents: Mas d'en Gallina, abans Cortal d'en Fons, Mas -abans Cortal- d'en Terrats, Mas d'en Villerac i la Teuleria (mas), a més del Molí Nou, abans de l'Anglada. Són ja noms desapareguts avui dia el Cortal d'en Lacroix, el Molí de Pontellà, o Molí d'en Lavall i la Redubta.
Prop de Nyils hi ha un important centre eqüestre que, entre altres coses, subministra l'animal i el personal del servei de recollida de brossa de Pollestres, que es fa amb un carro de tracció animal.

### Els cursos d'aigua
Dos rius -que tenen més caràcter de torrent que no pas de riu, pròpiament dit- travessen el terme de Pontellà: el Reart al terç sud.est i la Cantarana, al nord i oest del terme comunal. Diversos torrents (còrrecs) es troben en aquest terme: Còrrec de Coma de Lloba, Còrrec de les Clares, Còrrec dels Romanins, Còrrec de Negabous i Còrrec d'en Gallí.
Un bon conjunt de canals de drenatge (Agulla de Caraig, Agulla de Coma de Lloba, Agulla de la Joncassa, Agulla de l'Estanyol, Agulla de les Vegueres, Agulla del Jaçal, Agulla dels Còrrecs, Agulla de l'Estany, Agulla de l'Estany d'en Jaubert i Agulla de Sant Nicolau) i d'irrigació (Ull de Ballaró, Ull del Rec del Molí de Pollestres, Ull d'en Gallina i Ull de Vesian, a més de la desapareguda Resclosa del Rec del Molí de Pollestres) es troben en el terme de Pontellà.
Completen la relació d'hidrònims de Pontellà les Deus, o Font del Boix, abans Fontenilles, la Font Captada i la Font dels Horts, a més de la Resclosa. Finalment, tres passos a gual es trobaven a Pontellà i Nyils: el Passallís del Camí de Bages, el Passallís del Camí del Mas Déu) i el Passallís del Reart.

### El relleu
Diversos serrats i turons es drecen en aquesta comuna dels Aspres. Hi ha el Serrat de Queraig, el Serrat (o Puig) de Robau, o de Rotbau. Entre els turons destaquen el Puget, els Ciurers Petits, Robau, Mirabell i Caraig, bàsicament.

### El terme comunal
El terme de Pontellà i Nyils conserva alguns topònims relacionats amb l'àmbit rural: noms de camps, de partides, etcètera. Aquests topònims són el Camp del Vent, o el Camp de les Aires, els Camps de la Ribera, els Camps de les Eres, els Camps de Nyils, el Cendreu, o els Andreus, les Clares, Coma de Lloba, les Covetes, les Deu Aiminades, la Devesa (dues de diferents), els Estanyols, la Figuera, la Font del Mas, la Fot dels Horts, la Gallinera, els Horts de la Ribera, el Jaçal, Manreses, Mas d'en Gallina, Mas d'en Terrats, Mas de Sant Nicolau, Miravet, o Mirabell, l'Oliveda d'en Tardiu, la Pedrosa, el Piló (senyal geodèsic), el Pont de Postes, el Puget, Queraig, el Reart, la Resclosa, el Riberal, Robau, Serrat de Queraig, Serrat, o Puig, de Robau, o Serrat de Rotbau, els Siurers, els Siurers Petits, Termenera (senyal, als Siurers Petits), la Travessa, les Vegueres, les Vegueres Petites, el Vinyer del Soler, el Vinyer del Moro, el Vinyer del Rei. Hi ha alguns noms ja desapareguts, com Ganganell.

### Jaciments arqueològics
El terme de Pontellà és un dels territoris amb més restes arqueològiques trobades i conservades en part. D'una banda, hom ha trobat hàbitats prehistòrics, com el de la Font dels Horts, l'Oliveda d'en Tardiu, Mirabet, la Coma de la Lloba i les Vegueres. En el darrer hi ha també una necròpolis hallstàttica. D'època romana hi ha els de la Torre del Vent i el de la Font dels Horts. Finalment, hi ha l'habitacle o refugi subterrani de Casa Do, al poble, d'antiguitat encara no prou ben precisada.

## Transports i comunicacions

### Vies antigues de comunicació
La Via Conflentana està força ben conservada, pel que fa al seu traçat, en el terme de Pollestres i Nyils. Hi entrava, procedent del Castell del Reart, pertanyent a Bages de Rosselló, a l'extrem sud-est del terme, en el lloc de la Teuleria. Des d'aquest indret emprenia cap al nord-oest, cap a Nyils, des d'on pel nord de l'Oliveda d'en Tardiu anava cap a Pontellà (la carretera actual passa pel mig de l'oliveda esmentada), des d'on s'adreçava cap al nord, vers la vila de Tuïr.

### Carreteres
Travessa el terme de Pontellà de nord a sud, a l'extrem sud-est del terme, l'autopista A-9/E-15, anomenada la Catalana, que no té cap enllaç dins del terme. Una altra carretera de primer ordre que frega el terme, just a l'extrem sud-est, també, a prop de l'autopista, és la D-900 (l'antiga RN-9), de Salses al Portús. Aquesta sí que inclou un enllaç amb el poble de Pollestres, a través d'un punt giratori. Per aquesta carretera, Pontellà és a 14,3 quilòmetres de Perpinyà i a 16,2 del Voló.
Del poble de Pontellà surt cap al nord-est la D-23A (Pollestres - Pontellà), que uneix aquestes dues poblacions, amb la de Nyils entremig. 5,3 quilòmetres separen les dues poblacions extremes, mentre que Nyils queda a 2,8 quilòmetres de Pontellà. Finalment, la carretera D - 23 (Cànoes - D-615, a Forques) travessa el terme de nord a sud. Per aquesta carretera, Pontellà dista 3,8 quilòmetres de Cànoes, 2,2 de Trullars, i 6,6 de Forques.
La carretera D-37 (El Soler - Pontellà) prové del nord-oest del terme i mor al centre de Pontellà. 7,6 quilòmetres separen aquests dos pobles.
A més, de nord a sud-est travessa el terme la carretera D-39A (Cànoes - Nyils), que enllaça aquests dos pobles en 3,2 quilòmetres.

### Ferrocarril
Pel terme de Pontellà es troba la via fèrria del Tren d'Alta Velocitat. Entra en el terme pel costat sud-est de la meitat del terme, i en surt pel cost nord-oest també de la meitat, marcant una línia diagonal de sud a nord. No té estació pròpia a Pontellà, per la qual cosa aquest poble s'ha de servir de l'estació de Perpinyà.
Antigament, pel sector nord-occidental del terme de Pontellà discorria la línia de tren de Tuïr a Perpinyà, popularment anomenada Mataburros. Actualment el seu traçat és un camí de vàlua turística, apte per a bicicletes, però es conserva a prop de Pollestres, al seu nord-oest, l'antiga estació, la gara, així com la carretereta que hi duia des del poble, coneguda com a Avinguda de la Gara. Aquesta línia va estar en funcionament des de la seva inauguració, el 1911, fins al 1952, quan s'interrompé definitivament la seva circulació.

### Transport col·lectiu públic
La línia 26 de la Compagnie de Transports Perpignan Méditérranée uneix Toluges amb Llupià, passant per Cànoes i Pollestres. Quatre serveis diaris en cada direcció cobreixen aquest recorregut, cada dia, però amb horaris diferenciats si es tracta dels diners feines, de dilluns a dissabte, de dissabte o vacances, i de diumenge. Pontellà és a un quart d'hora de Toluges, a 5 minuts de Cànoes i a 5 de Llupià, amb aquesta línia.
Una altra línia de la mateixa xarxa és la 27, que uneix Perpinyà amb Pollestres, Nyils, Pontellà i Llupià, amb quatre serveix diaris de Perpinyà cap a Llupià, i només tres a la inversa. No té servei el diumenge ni els dies de festa. Pollestres és, per aquesta línia, a 45 minuts de Perpinyà, a 10 de Nyils, a un quart d'hora de Pollestres i a un quart d'hora de Llupià.

### Els camins del terme
Dues són les rutes que mereixen aquest nom: la Ruta d'Espanya i la Ruta de Pollestres a Cànoes. A part, hi ha l'autopista, anomenada la Catalana. Alguns dels camins del terme uneixen Pontellà i Nyils amb pobles veïns: Camí de Bages, Camí de Cànoes (des de Nyils, dos de diferents), Camí de Llupià, Camí -o Ruta- del Soler, Camí de Perpinyà, Camí de Llupià a Perpinyà, Camí de Pollestres, Camí de Terrats, Camí de Terrats a Perpinyà, Camí de Trullars (des de Pontellà), Camí de Trullars (des de Nyils), Camí Vell de Perpinyà (des de Llupià). Esment a part mereix l'antic traçat de la línia de tren desapareguda de Tuïr, popularment anomenada el Mataburros de Tuïr (o Camí de Ferro de Tuïr).

## Història
Fora de les ciutats d'Elna i Perpinyà, i de viles grans com Argelers de la Marenda, Ceret, Ribesaltes o Tuïr, el terme de Pontellà i Nyils és dels que més vestigis de l'antiguitat presenta.

### Prehistòria
Una tomba aïllada d'incineració va ser trobada al Mas Terrats, al nord del terme, camí de Tuïr. Correspon a la primera Edat del Ferro. A Coma de Lloba, vestigis datables en el Bronze final. Als Camps de la Ribera, entre Coma de Lloba i els Andreu, a la riba esquerra de la Cantarana i a llevant del poble, nombroses restes del Bronze final. Als Horts de la Ribera, nombrosos vestigis que corresponen a un petit hàbitat rural del Bronze final.

### Història Antiga
La colonització romana ha deixat mostres en molts llocs del terme: a les Bagueres es van trobar moltes restes, des de terrissa de tota mena, fragments d'àmfores, etcètera, fins a un braçalet, agulles, una petita necròpolis de camps d'urnes, i en una segona campanya, un petit hàbitat rural; a les Bagueres Petites, ran de Pontellà, va aparèixer un fossar d'irrigació; a l'Oliveda d'en Tardiu, a prop i al sud-est del poble, es van trobar restes de mosaics i de ceràmica campaniana; a la Font dels Horts, just al nord-est del nucli urbà, una necròpolis de camps d'urnes amb abundor de trossos de terrissa i fragments de terrissa de tota mena i dues monedes, a més d'endevinar-s'hi un petit hàbitat rural; a la Font del Mas, a prop i al nord del poble de Pontellà, aparegueren diverses sepultures, les possibles restes d'un obrador, així com nombrosos fragments de tota mena de material: àmfores, teules, ceràmica casolana, una moneda d'època romana republicana, etc.
Al nord de la Cantarana, a la zona més muntanyosa del terme, sortiren vestigis d'hàbitats, amb abundant terrissa, a Manreses, a l'extrem nord-oest del terme (d'època romana republicana); a l'Estany del Conte, al nord de Pontellà, un hàbitat rural d'una certa extensió que va oferir nombroses restes; al Mas Sant Nicolau, també al nord del poble, una mola, entre altres restes; a les Deu Aiminades, l'important jaciment de la Torre del Vent, o del Camp de la Torre, amb moltes parets, sitges, dolis i restes diverses, entre les quals destaquen uns fragments de marbre amb inscripcions i un fragment d'un rellotge de sol circular; a ran de la Cava Cooperativa de Pollestres van aparèixer nombroses restes romanes, amb un petit hàbitat rural inclòs. Als Planiols, a tocar de la Torre del Vent, es va trobar una tomba d'incineració de l'Alt Imperi, a ran d'un petit hàbitat rural d'època romana republicana.
A les obres de l'estadi municipal van sortir-hi molts fragments de terrissa; a Coma de Lloba, a llevant del poble, una barreja de jaciment prehistòric (Bronze final) i romà dels segles II i I abans de la nostra era. Als Camps de la Ribera, entre Coma de Lloba i els Andreu, a la riba esquerra de la Cantarana, nombroses restes que corresponen a un petit hàbitat rural amb diverses construccions, a més d'un forn i altres restes.
De l'època de transició cap a l'Alta Edat Mitjana data una necròpolis situada dalt d'un turonet al Camp de Nyils, al nord-oest d'aquest poblet. És de finals de l'època romana fins a l'època visigòtica, a més de, en un lloc proper, un petit hàbitat encara indeterminat. Un segon petit hàbitat rural va aparèixer a prop, als Andreus.
A les Clares, al sud de la Cantarana i del poble de Nyils, dalt d'un turonet, es van trobar les restes d'un altre hàbitat rural, amb molts fragments d'àmfores romanes i a prop, un altre hàbitat rural, amb molts fragments de terrissa modelada. A la Resclosa, a prop i a llevant de Nyils, moltes restes de terrissa, algunes peces amb inscripcions i grafits. A la Vinya d'en Maró, més a llevant de la Resclosa, un altre hàbitat d'època republicana, amb extensió fins a l'Alt Imperi.

### Història Medieval
El primer esment de Pontellà és del 872, en una confrontació amb Tullars: de circi affrontat in ipsa guardia qui est in termino Pontiliano. El 876 tres monjos de Sant Andreu d'Eixalada donen terres a aquell monestir uns béns a Pontiliano. El 982, en un diploma del rei Lotari es reconeixen béns de Sant Pere de Rodes a Pontellà i Nyils. Els vescomtes de Conflent i el capítol d'Elna també hi tenien possessions, totes elles a bastament documentades.
Des de finals del segle xi, el senyoriu de Pontellà estigué en mans dels vescomtes de Castellnou, fins que, al segle xiv, passà per diverses mans a causa de vendes, confiscacions, subhastes i cessions.
De l'Edat Mitjana s'han trobat alguns vestigis arqueològics. A les Bagueres, al sud-est del Mas Terrats, va trobar-se una explotació agrícola de l'Alta Edat Mitjana.

### Història Moderna
Al segle xvii aquest senyoriu arribà a la família Ros, que el matingué fins a la Revolució Francesa.

## Activitats econòmiques
L'agricultura és la principal activitat agrícola del poble. Més de 100 explotacions agràries conreen quasi 1.300 hectàrees, dedicades sobretot a la vinya (més de tres quartes parts; dos terços es dediquen a vins de qualitat, amb denominació d'origen controlada. Un 3% dels conreus són per a fruiters: presseguers, albercoquers, pomeres, cirerers i pereres; encara menys són per a horta, on es produeix escaroles, carxofes i julivert. També hi ha una mica de ramaderia: no arriba al centenar de cabres.

## Demografia

### Demografia antiga
La població està expressada en nombre de focs (f) o d'habitants (h)
| 39 f | 19 f | 21 f | 18 f | 12 f | 22 f | 43 f | 50 f | 40 f | 208 h | 40 f | 50 f | 60 f |

Font: Pélissier 1986

### Demografia contemporània
| Evolució de la població |      |      |      |      |      |      |      |      |
| 1793                    | 1800 | 1806 | 1821 | 1831 | 1836 | 1841 | 1846 | 1851 |
| 263                     | 265  | 330  | 388  | 422  | 378  | 432  | 451  | 461  |

| 1856 | 1861 | 1866 | 1872 | 1876 | 1881 | 1886 | 1891 | 1896 |
| ---- | ---- | ---- | ---- | ---- | ---- | ---- | ---- | ---- |
| 452  | 428  | 489  | 510  | 587  | 666  | 704  | 725  | 761  |

| 1901 | 1906 | 1911 | 1921 | 1926 | 1931 | 1936 | 1946 | 1954 |
| ---- | ---- | ---- | ---- | ---- | ---- | ---- | ---- | ---- |
| 820  | 838  | 941  | 976  | 944  | 950  | 924  | 881  | 947  |

| 1962  | 1968  | 1975  | 1982  | 1990  | 1999  | 2006  | 2011  | 2012  |
| ----- | ----- | ----- | ----- | ----- | ----- | ----- | ----- | ----- |
| 1.026 | 1.107 | 1.082 | 1.182 | 1.521 | 1.827 | 2.540 | 2.642 | 2.798 |

| 2013  | - | - | - | - | - | - | - | - |
| ----- | - | - | - | - | - | - | - | - |
| 2.801 | - | - | - | - | - | - | - | - |

Fonts: Ldh/EHESS/Cassini fins al 1999, després INSEE a partir deL 2004

### Evolució de la població

Població 1962-2008

## Administració i política

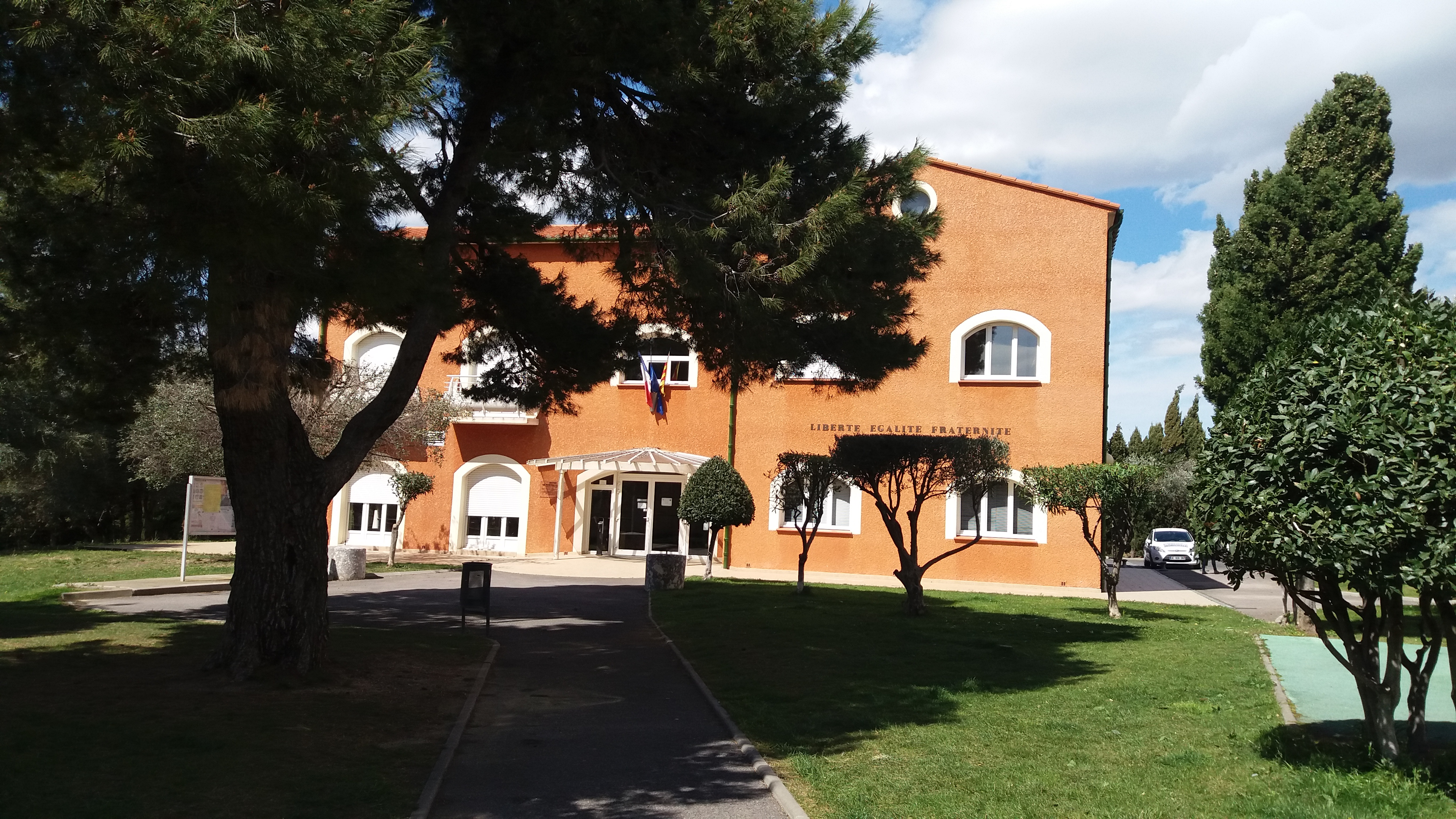
Casa del Comú de Pontellà i Nyils

### Batlles[11]
| Període                       | Nom                     | Opció política | Comentaris                         |
| ----------------------------- | ----------------------- | -------------- | ---------------------------------- |
| – 1792                        | Jean Duffaut            |                |                                    |
| 1792 – 1797                   | Jean Arsac              |                |                                    |
| 1797 - 1815                   | Joseph Granger          |                |                                    |
| 1815 - 1816                   | Pierre Jaubert          |                |                                    |
| 1816 – 1826                   | Joseph Granger          |                |                                    |
| 1826 - 1836                   | Joseph Jaubert de Réart |                |                                    |
| 1837 – 1846                   | François Jaubert        |                |                                    |
| 1846 - 1848                   | Étienne Roca            |                |                                    |
| 1848 – 1849                   | François Jaubert        |                |                                    |
| 1849 – 1865                   | Jean Brial              |                |                                    |
| 1865 – 1877                   | Raymond Borreil         |                |                                    |
| 1877 - 1896                   | François Jaubert        |                |                                    |
| 1896 - 1899                   | Raymond Borreil         |                |                                    |
| 1899 – 1917                   | Eugène Puig             |                |                                    |
| 1918 - 1929                   | André Torrent           |                |                                    |
| 1929 – 1931                   | Férréol Tameze          |                |                                    |
| 1931 - 1935                   | Gabriel Sibiude         |                |                                    |
| 1935 – 1939                   | Férréol Tameze          |                |                                    |
| 1939 – 1941                   | Joseph Taillade         |                |                                    |
| 1941 – 1944                   | Jacques Puig            |                | President de la Delegació Especial |
| 1944 – 1946                   | Georges Puig            |                |                                    |
| 1946 – 1952                   | Eugène Clar             |                |                                    |
| 1952 - 1953                   | Léon Coste              |                |                                    |
| 1953 - 1965                   | Adrien Oms              |                |                                    |
| 1965 – Març del 1977          | Alphonse Courty         |                |                                    |
| Març del 1977 - Març del 1984 | René Magenti            |                |                                    |
| Març del 1984 – Març del 1990 | Louis Puig              |                |                                    |
| Març del 1990 - Març del 2001 | Mary Sanchiz            |                |                                    |
| Març del 2001 – Març del 2014 | Louis Puig              |                |                                    |
| Març del 2014 – Moment actual | Roland Thubert          |                |                                    |

### Legislatura 2014 - 2020

#### Batlle
- Rolland Thubert.

#### Adjunts al batlle[12]
- 1r: Julie Billes. Encarregada d'Afers escolars i de Finances
- 2n: Denis Jaubert. Encarregat d'Afers agraris i Medi ambient i d'Artesanat i Comerç
- 3r: Pascale Maydat. Encarregat de Ciutadania, Cultura, Joventut, Associacions, festes i cerimònies
- 4t: Daniel Montserrat. Encarregat d'Afers esportius, Noves tecnologies de la informació i comunicació i d'Obres
- 5è: Sylvie Rabia. Encarregat d'Assistència social
- 6è: Georges Rota. Encarregat de Mediaciói, Comunicació i Seguretat.

#### Consellers municipals
- Brigitte Escach Sanchez. Membre de la comissió d'Afers socials
- Marie-Claire Rizet. Membre de la comissió de Mediació i de la de Cementiri
- Joëlle Delcamp. Membre de la comissió de Mediació
- Salvador Banuls. Membre de la comissió d'Obres i de la de Cementiri
- Cyril Benazet. Membre de la comissió d'Obres i de la d'Agricultura
- Alexis Campos. Membre de la comissió d'Afers escolars
- Nicolas Thubert. Membre de la comissió d'Esports
- Cécile Gracia Boxede. Membre de la comissió de Joves i de la d'Agricultura
- Jerome Vico. Membre de la comissió de Joves i de la d'Esports
- Lise Gomez. Membre de la comissió d'Afers escolars i de la d'Afers socials
- Laura Cavana. Membre de la comissió de Joves
- Louis Puig. Conseller a l'oposició
- Nicole Lara. Consellera a l'oposició
- Franck Dadies. Conseller a l'oposició
- Michèle Pierga. Consellera a l'oposició
- Michèle Dupin. Consellera a l'oposició.

### Adscripció cantonal

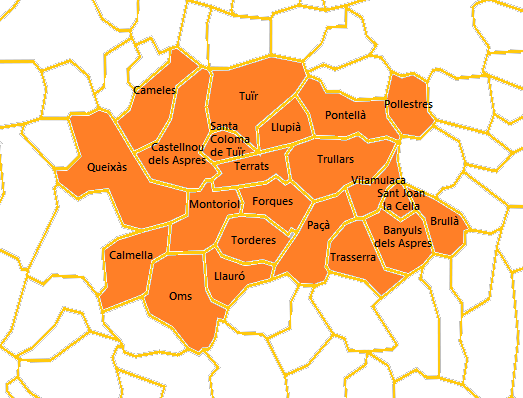
Mapa del Cantó 1 dels Aspres

A les eleccions cantonals del 2015 Pontellà i Nyils ha estat inclòs en el cantó número 1, denominat Els Aspres, amb capitalitat a la vila de Tuïr i amb els pobles de Banyuls dels Aspres, Brullà, Calmella, Cameles, Castellnou dels Aspres, Forques, Llauró, Llupià, Montoriol, Oms, Paçà, Pollestres, Pontellà i Nyils, Queixàs, Santa Coloma de Tuïr, Sant Joan la Cella, Terrats, Torderes, Trasserra, Trullars i Vilamulaca. Hi ha estat escollits com a consellers departamentals Édith Pugnet, del Partit Comunista - Front d'esquerra, Vicepresident del Consell departamental, adjunta al batlle de Cabestany, i René Olivé, del Partit Socialista, Vicepresident del Consell departamental, batlle de Tuïr.

## Ensenyament i cultura
Dues escoles acullen els infants de Pontellà, la maternal Antoni Gaudí i la pública elemental de l'oncle Jules. Nyils, a més, hostatja la Bressola, escola privada de gestió amb orientació pública, que forma part de la petita xarxa d'esoles catalanes a la Catalunya Nord.
A l'escola de l'oncle Jules s'ofereix a tota la població un servei de mediateca, biblioteca inclosa.

## Llocs d'interès
- Església romànica (segles xi i xii) de Sant Esteve de Pontellà
- Jardí exòtic de Pontellà
- Poble de Nils (400 habitants en el 2007), a tres quilòmetres de Pontellà. Té una església romànica, Sant Martí de Nyils, actualment en molt mal estat, però en curs de restauració. L'església de la Mare de Déu és del segle XVII

## Persones il·lustres
- Joseph Jaubert de Réart (1792-1836) va ser un historiador d'anomenada, alcalde de Pontellà entre 1826 i 1836
- Pierre Bosc (Nyils, 1943), novel·lista en llengua francesa
- Pere Figueres (1950) és un dels cantants més emblemàtics de la Nova cançó a la Catalunya del Nord.
- Joan-Daniel Bezsonoff (Perpinyà, 1963), novel·lista en català, viu a Nyils